# Lokomotiva 725
Lokomotiva řady 725 (do roku 1987 řada T 444.0) je motorová lokomotiva určená pro posun a lehčí traťovou službu. Dva prototypy označené jako T 444.001 a 002 vyrobila v roce 1959 pražská lokomotivka ČKD, z provozu byly vyřazeny v roce 1967 a 1968. Ostatní stroje (od inventárního čísla 003) pak byly vyráběny v letech 1962 až 65 na Slovensku (TS Martin).

## Vývoj
Lokomotivy byly vyvíjeny jako náhrada za tehdy ještě převládající parní trakci pro tratě s lehkým svrškem, proto bylo nutné dodržení nízkých nápravových tlaků. Prototypové stroje však byly příliš lehké a v provozních zkouškách neuspěly kvůli náchylnosti ke skluzům. U sériových strojů vyráběných v Martině proto byla hmotnost zvýšena ze 46 na 56 tun. Od lokomotivy s inventárním číslem 009 byl dosazován výkonnější spalovací motor. V letech 1965–1967 byla v Martině vyráběna další série lokomotiv označených ve starém systému značení T 444.02, které byly odvozeny od tehdy vyráběných T 444.1 (726), u nichž byl vypuštěn parní generátor pro vytápění souprav a nahrazen balastem (nádobou naplněnou pískem ). Další stroje řady T 444.02 vznikly rekonstrukcí řady 726.

## Konstrukce
Skříň lokomotivy je kapotová s věžovým stanovištěm strojvedoucího uprostřed. Vstup do kabiny je bočními dveřmi z obou stran pod úrovní oken. Zvýšená podlaha stanoviště umožňuje strojvedoucímu dobrý výhled (ten je nutný zejména při posunu, najíždění na vozy a sledování práce posunovače, který vstupuje mezi vozidla, aby je svěsil/rozvěsil atd.) Na obě strany na kabinu navazuje nestejně dlouhá kapota. Pod delší kapotou je umístěn spalovací motor, převodovka pomocných pohonů, akumulátorová baterie, kompresor a vzduchojemy. Pod kratší kapotou jsou chladicí soustava s ventilátory a vyrovnávací nádrží vodního okruhu. Hydrodynamická převodovka H 650 Lr se třemi měniči, s redukcí a reverzací je uložena v rámu lokomotivy. Pojezd (uspořádání B B) tvoří dvounápravové podvozky. Rám lokomotivy je na podvozcích zavěšem čtyřmi závěskami, podvozky jsou vůči rámu výkyvné (nemají plochou tornu, nejsou otočné), tažné síly jsou do rámu přenášeny ojnicemi. Palivová nádrž má objem 4 tisíce litrů a je umístěna pod kabinou, mezi oběma podvozky.

## Provoz
Lokomotivy byly v rámci Československých státních drah dodány nejprve do depa Trutnov a později do dalších dep na území celého Československa. Kvůli chybějícímu zařízení pro vytápění vlaků se nevyužívaly v osobní dopravě, ale ani příliš v traťové službě. Byly nasazovány především na staniční posun. Již v 80. letech však začala řada 725 ustupovat novějším strojům řad T 466.2 /742, T 466.0 /735, 730 a později 731. Příčinou brzkého stahování z provozu byla poruchovost některých komponent.
Dva první prototypy byly zrušeny již na konci 60. let kvůli zmíněné náchylnosti ke skluzům. Sériové stroje a stroje rekonstruované z řady 726 pak byly vyřazeny kolem roku 2000. Několik lokomotiv je zachováno pro muzejní účely.

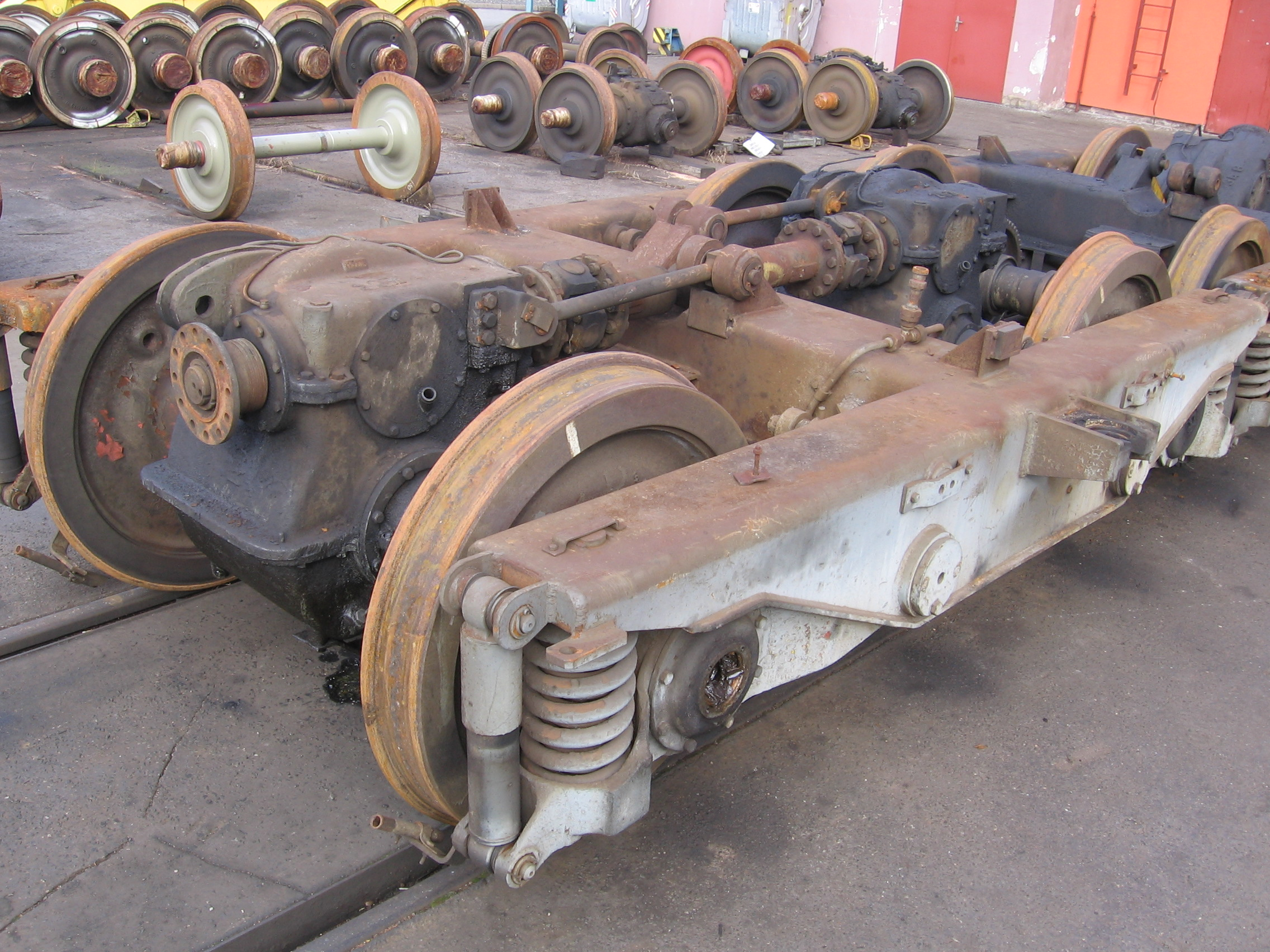
Podvozek s převodovkami